# FIFA Zlata žoga
FIFA Zlata žoga (uradno FIFA Ballon d'Or) je letna nagrada za najboljšega nogometaša. Nagrade podeljuje FIFA. Poleg te nagrade podelijo nagrado tudi najboljši igralki, trenerju in trenerki.  Nagrada se podeljuje od leta 1956, čeprav je bil med letoma 2010 in 2015 sklenjen sporazum s FIFA in je bila nagrada začasno združena z nagrado FIFA World Player of the Year (ustanovljena leta 1991) in je znana kot FIFA Ballon d'Or. FIFA. Vendar se je partnerstvo leta 2016 končalo in nagrada se je vrnila v roke sklada Golden Ball, FIFA pa se je prav tako vrnila k podeljevanju ločene letne nagrade. Najboljši igralec FIFA Moški igralec leta po izboru FIFA. Zmagovalci skupne zlate žoge FIFA so zmagovalci obeh organizacij. 
Zlato žogo je izumil športni kolumnist Gabriel Ano, podeljuje pa se igralcu, ki je po izboru nogometni novinarji so bili najboljši v preteklem letu od leta 1956 do 2006.
Po letu 2007 so glasovalno pravico dobili tudi trenerji in kapetani reprezentanc.Prvotno je bila nagrada podeljena le igralcem iz Evrope in je splošno znana kot nagrada za evropskega nogometaša leta. Leta 1995 je bila nagrada Ballon d'Or razširjena na vse igralce vseh profilov, ki so bili aktivni v evropskih klubih, na primer Gerd Müller, leta 2007 je nagrada postala globalna nagrada in vsi vsi profesionalni nogometaši z vsega sveta.

## Zmagovalci
| Leto | Zmagovalec                      | Drugo mesto                     | Tretje mesto                  |
| ---- | ------------------------------- | ------------------------------- | ----------------------------- |
| 2010 | Lionel Messi (Barcelona)        | Andrés Iniesta (Barcelona)      | Xavi (Barcelona)              |
| 2011 | Lionel Messi (Barcelona)        | Cristiano Ronaldo (Real Madrid) | Xavi (Barcelona)              |
| 2012 | Lionel Messi (Barcelona)        | Cristiano Ronaldo (Real Madrid) | Andrés Iniesta (Barcelona)    |
| 2013 | Cristiano Ronaldo (Real Madrid) | Lionel Messi (Barcelona)        | Franck Ribéry (Bayern Munich) |
| 2014 | Cristiano Ronaldo (Real Madrid) | Lionel Messi (Barcelona)        | Manuel Neuer (Bayern Munich)  |
| 2015 | Lionel Messi (Barcelona)        | Cristiano Ronaldo (Real Madrid) | Neymar (Barcelona)            |

## Statistika
| # | Slika | Nogometaš                       | Št. zmag |
| - | ----- | ------------------------------- | -------- |
| 1 |       | Lionel Messi (Barcelona)        | 8        |
| 2 |       | Cristiano Ronaldo (Real Madrid) | 5        |

## Uvrstitve med najboljše tri
| # | Nogometaš         | Prvo mesto | Drugo mesto | Tretje mesto |
| - | ----------------- | ---------- | ----------- | ------------ |
| 1 | Lionel Messi      | 6          | 2           | 0            |
| 2 | Cristiano Ronaldo | 5          | 3           | 0            |
| 3 | Andrés Iniesta    | 0          | 1           | 1            |
| 4 | Xavi              | 0          | 0           | 2            |
| 5 | Franck Ribéry     | 0          | 0           | 1            |
| 5 | Manuel Neuer      | 0          | 0           | 1            |
| 5 | Neymar            | 0          | 0           | 1            |

## Povezave
- Uradna spletna stran